# Austrogoniodes cristati
Austrogoniodes cristati är en insektsart som beskrevs av Kéler 1952. Austrogoniodes cristati ingår i släktet pingvinlöss, och familjen fjäderlöss. Inga underarter finns listade i Catalogue of Life.